# Thelepogon elegans
Thelepogon elegans là một loài thực vật có hoa trong họ Hòa thảo. Loài này được Roth miêu tả khoa học đầu tiên năm 1817.